# Maho shojo
Mahō shōjo (魔法少女, "Magisch meisje") of Magical girl is een subgenre van Japanse fantasy-anime en mangaseries. Verhalen uit dit genre draaien altijd om (jonge) meisjes met bovennatuurlijke krachten. Het genre wordt vaak ingedeeld bij het grotere shojo-genre.

## Voorbeelden
Een algemeen voorbeeld van het genre is de serie Cardcaptor Sakura. Andere voorbeelden zijn Sailor Moon, Tokyo Mew Mew (Mew Mew Power), Ultra Maniac, DiGi Charat, Cutie Honey, Mamotte Lollipop, Kamichama Karin, Uta Kata, Petite Princess Yucie, Magical Girl Lyrical Nanoha, Shugo Chara!, Pretty Cure, en in zekere zin Kirarin Revolution.

## Magical Boy
Vanaf 2010 kwamen er meer series uit die, in plaats van een magisch meisje, een magische jongen als hoofdrolspeler hadden. Een paar voorbeelden zijn Cute High Earth Defence Club Love!, Is This a Zombie? en Magical Girl Ore.

## Kenmerken
De protagonisten in series uit dit genre krijgen hun krachten meestal door middel van een magisch voorwerp, dat hen in staat stelt te transformeren naar een sterkere gedaante. De exacte oorsprong of aard van dit voorwerp en de krachten die ermee gepaard gaan wordt vaak in het midden gelaten. Een veelvoorkomend thema is dat de protagonist deze krachten in de loop van het verhaal langzaam leert beheersen, en ze pas tegen het einde van de serie optimaal kan gebruiken. Ook leert de protagonist vaak op een cruciaal moment een nieuwe vaardigheid te gebruiken als een soort deus ex machina. In al deze opzichten onderscheidt het genre zich van superheldenseries uit het shonen-genre, waarin altijd duidelijk is wat de held wel en niet kan.